# Johannes Ernst Grabe

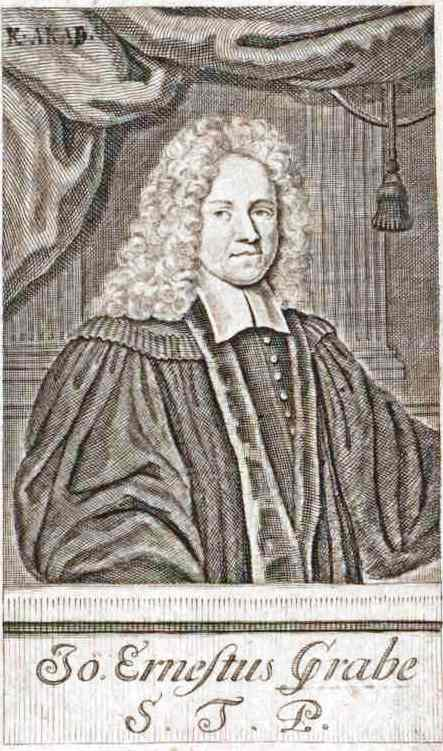
Johannes Ernst Grabe

Johannes Ernst Grabe (en inglés John Ernest Grabe, en latín Ioannes Ernestus Grabius) (Königsberg, 10 de julio de 1666 – Oxford, 3 de noviembre de 1711) fue un erudito teólogo luterano primero y anglicano después. Además, puede llamarse el padre de los estudios críticos de la Septuaginta.

## Biografía
Nació en Königsberg el 10 de julio de 1666, en el seno de una familia luterana. Tras una fulgurante carrera completada en apenas tres años, en 1685 fue designado Magíster en Königsberg, donde daba clases de Historia y Retórica. Hacia 1687, a través del estudio de las obras de Roberto Bellarmino y la patrística, comienza a poner en duda los principios de la teología luterana. Para él era decisivo la visión de la sucesión apostólica y de la eucaristía (la ausencia de su carácter sacrificial) en la iglesia luterana. Por otro lado, en la ciudad de Königsberg, había una corriente de pensamiento criptocatólico, que llegó a su ápice cuando en 1694 el profesor de teología J. Ph. Pfeiffer y otras personas de su círculo se convirtieron al catolicismo. Grabe fue visto con sospecha de haberse convertido también, puesto que había contestado los principios luteranos e incluso llegó culpar a Lutero de herejía. Dey, de hecho, barajó la posibilidad de hacerse católico. No obstante, convencido por Ph. J. Spener de que el papado era la bestia del Apocalipsis y de que en la Iglesia anglicana podía encontrar la sucesión apostólica, que era una de las cuestiones que más le preocupaban, en 1697 se trasladó a Inglaterra y abrazó la fe anglicana. 
Se instaló en Oxford, donde se dedicó al estudio de la patrística e hizo numerosas publicaciones: editó obras de san Justino y san Ireneo de Lión, escribió sobre las herejías de los primeros siglos del cristianismo y sobre el sacramento de la eucaristía. No obstante, Grabe nunca se desconectó totalmente de su antigua fe: sobre todo buscó que la iglesia luterana de Alemania se aproximase a la concepción anglicana del orden sacerdotal y de la liturgia. El hecho de que la doctrina anglicana no correspondía plenamente a sus convicciones religiosas, hizo crecer en él un sentido de añoranza. 
Pero Grabe es conocido sobre todo por su trabajo de crítica textual sobre la Septuaginta. El trabajo de su vida fue la publicación del Codex Alexandrinus (el códice del s. V que, junto con el Vaticano y el Sinaítico constituye uno de los tres testimonios más antiguos de la Septuaginta). Grabe se dedicó con un celo y cuidado sin precedentes a la publicación del manuscrito, comparado con los otros manuscritos que tenía a disposición y corrigiendo los errores que encontraba, dejando un registro detallado sobre su trabajo en varias de sus obras. Solo la muerte interrumpió su trabajo cuando había terminado dos de los tres volúmenes de su obra. 
Su piedad y modestia le ganaron el título, entre sus amigos, de el “bendito doctor de teología”. Su quebradiza salud hizo que falleciese prematuramente en Oxford el 3 de noviembre de 1711. Tenía 45 años.

## Obras

### Sobre la publicación del Códice Alejandrino

#### Edición del códice
- Grabe, Johannes Ernst (1707). Hē palaia diathēkē kata tous Hebdomēkonta  (= Vetus Testamentum iuxta septuaginta interpretes). I. Continens Octateuchum. Oxford.
- Grabe, Johannes Ernst (1709). Hē palaia diathēkē kata tous Hebdomēkonta  (= Vetus Testamentum iuxta septuaginta interpretes). Tomus IV continens Psalmorum, Jobi ac tres Salomonis libros cum apocrphpha eiusdem, nec non Siracidae Sapientia. Oxford.. N.B. El volumen IV comienza a la mitad del libro contenido en este enlace.

Los volúmenes II y III fueron publicados póstumamente
- Grabe, Johannes Ernst (1719). Hē palaia diathēkē kata tous Hebdomēkonta  (= Vetus Testamentum iuxta septuaginta interpretes). Tomus II Continens Veteris Testamenti Libros Historicos omnes, sive canónicos sive Apocryphos. Oxford.
- Grabe, Johannes Ernst (1720). Hē palaia diathēkē kata tous Hebdomēkonta  (= Vetus Testamentum iuxta septuaginta interpretes). Tomus III Continens Veteris Testamenti Libros Propheticos omnes, sive canonicos sive apocryphos. Oxford.

#### Sobre la publicación
- Grabe, Johannes Ernst (1705). Epistola ad Clarissimum virum, Dmominum Joannem Millium subnexis tria novae LXX editionis specimina cum variis annotationibus. Oxford.
- Grabe, Johannes Ernst (1710). Dissertatio de variis vitiis LXX interpretum versioni ante B. Origenis aevum illatis. Oxford.

### Obras de patrística
Grabe editó obras de san Justino y de san Ireneo:
- Grabe, Johannes Ernst (1700). Iustini Martyris Apologia I pro christianis variorum propriisque notis illustrata. Oxford.
- Grabe, Johannes Ernst (1702). Irenaei contra haereses libri V cum tractatum deperditorum fragmentis. Oxford.

### Obras de teología
- Grabe, Johannes Ernst (1698-1700). Spicilegium SS. Patrum ut et haereticorum saeculi post Christum natum I, II et III. Oxford.
- Grabe, Johannes Ernst (1692). Animadversiones historicae in Controversias Bellarmini. Oxford.
- Grabe, Johannes Ernst (1712). Some instances of the defects and omissions in Mr. Whiston’s collection of testimonies from the Scriptures and the Fathers against the true Deity of the Son and the Holy Ghost. Londres.
- Grabe, Johannes Ernst. Liturgia Graeca. publicado en Pfaff, Christoph Matthaeus (1753). Sancti Patris Irenaei scripta anécdota graece et latine notisque ac dissertationibus illustrate denique Liturgia Graca Johannis Ernesti Grabe. La Haya.
- Grabe, Johannes Ernst (1721). De forma consecratoria Eucharistiae. Londres.